# Sphinx maurorum
Bướm đêm thông phương nam (Sphinx maurorum) là một loài bướm đêm thuộc họ Sphingidae. Nó được tìm thấy ở bán đảo Iberia, cũng như in miền nam và central Pháp as far phía bắc as Corrèze và the Atlas Mountains và Rif Mountains of Bắc Phi. There are also records from Corse. 

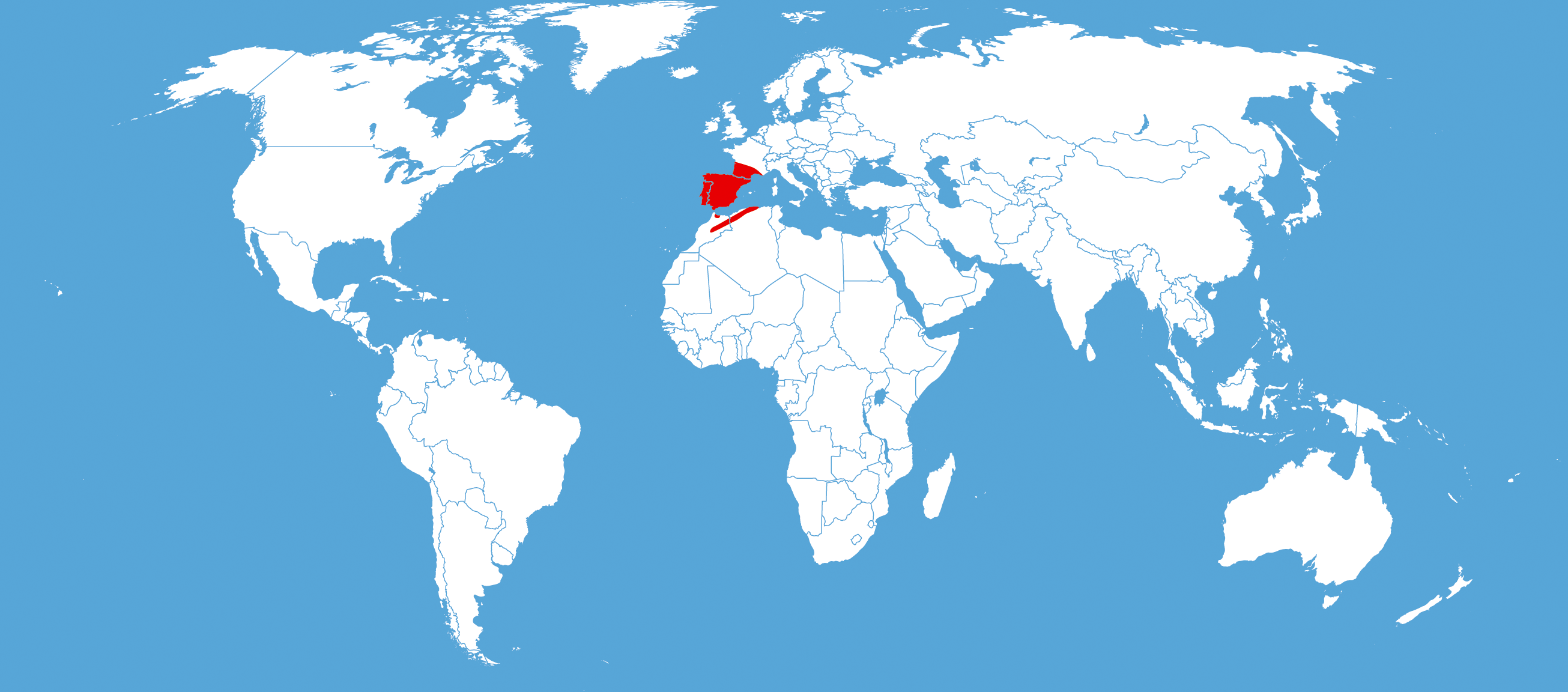
range

Sải cánh dài 70–80 mm. Có 1-2 thế hệ / năm. Hầu hết, có một thế hệ với những con lớn trên cánh từ giữa tháng Bảy đến đầu tháng tám. Trong một số năm, con lớn đang trên cánh từ tháng năm đến tháng sáu và một lần nữa vào tháng Tám.
Ấu trùng ăn Pinus (especially Pinus halepensis và Pinus pinaster) và Cedrus species.